# Michail Wiktorowitsch Timoschin
Michail Wiktorowitsch Timoschin (russisch Михаил Викторович Тимошин; * 20. November 1980 in Tula) ist ein russischer Radrennfahrer.

## Leben
Michail Timoschin gewann 2002 eine Etappe bei Le Triptyque des Monts et Châteaux und eine bei der Thüringen-Rundfahrt. Außerdem gewann er die U23-Austragung des Radklassikers Paris–Roubaix und die Silbermedaille im Straßenrennen der U23-Europameisterschaft. Ende der Saison fuhr er bei Landbouwkrediet-Colnago als Stagiaire und bekam dort auch einen Profivertrag für das folgende Jahr. 2004 wurde Timoschin Russischer Vizemeister im Straßenrennen. Seit 2008 fährt er für das polnische Continental Team Amore & Vita.

## Erfolge
2002
- eine Etappe Le Triptyque des Monts et Châteaux
- eine Etappe Thüringen-Rundfahrt
- Paris–Roubaix (U23)

## Teams
- 2002 Landbouwkrediet-Colnago (Stagiaire)
- 2003 Landbouwkrediet-Colnago
- 2004 Landbouwkrediet-Colnago
- 2005 Omnibike Dynamo Moscow

- 2007 MapaMap-BantProfi
- 2008 Amore & Vita